# Gobioides
A Gobioides a csontos halak (Osteichthyes) főosztályának a sugarasúszójú halak (Actinopterygii) osztályába, ezen belül a sügéralakúak (Perciformes) rendjébe, a gébfélék (Gobiidae) családjába és a Gobionellinae alcsaládjába tartozó nem.

## Rendszerezés
A nembe az alábbi 5 faj tartozik:
- Gobioides africanus (Giltay, 1935)
- Gobioides broussonnetii Lacepède, 1800
- Gobioides grahamae Palmer & Wheeler, 1955
- Gobioides peruanus (Steindachner, 1880)
- Gobioides sagitta (Günther, 1862)